# Sénateur à vie
Un sénateur à vie est un membre du Sénat nommé ou élu à vie.

## Par pays

### Amérique du Nord

#### Canada
Les membres du Sénat du Canada étaient nommés à vie jusqu'à la Loi constitutionnelle de 1965. Les individus nommés au Sénat après cette date doivent obligatoirement se retirer une fois atteint l'âge de 75 ans.

### Amérique du Sud
Les constitutions d'un certain nombre de pays d'Amérique du Sud avaient donné à leurs anciens présidents le privilège d'être sénateur à vie (senador vitalicio). La plupart de ces pays ont depuis mis fin à cette pratique, perçue comme anti-démocratique. 

#### Brésil
Les sénateurs du Brésil étaient nommés à vie de 1826 à 1889. L'empereur nommait le sénateur à partir d'une liste de trois candidats indirectement élus.

#### Chili
Au Chili, grâce à la Constitution de 1980, deux ex-présidents sont devenus sénateurs à vie : Augusto Pinochet Ugarte (1998-2002) et Eduardo Frei Ruiz-Tagle (2000-2006). Le poste fut supprimé par la réforme constitutionnelle de 2005.
Une pétition devant la Commission interaméricaine des droits de l'homme de l'OEA avait été déposée en décembre 1997 contre cette institution, par un groupe d'avocats défenseurs des droits de l'homme, incluant Jaime Castillo Velasco.
L'immunité parlementaire protégea Pinochet d'un procès pour violation des droits de l'homme jusqu'à ce que la Cour suprême du Chili la lui retire en 2000.

#### Paraguay
La Constitution du Paraguay prévoit encore ce type de nomination, mais les présidents ne peuvent que s'exprimer et non pas prendre part au vote.

#### Pérou
Au Pérou, le poste de sénateur à vie exista de 1979 à 1993. Francisco Morales Bermúdez Cerruti, Fernando Belaúnde Terry et Alan García Pérez furent les seuls sénateurs à vie jusqu'à l'abolition du Sénat en 1993 et l'introduction d'un Parlement unicaméral.

#### Venezuela
Au Venezuela, le poste de sénateur à vie exista de 1961 à 1999. Les ex-présidents qui occupèrent ce poste furent : Rómulo Betancourt (1964-1981), Raúl Leoni (1969-1972), Rafael Caldera (1974-1994, 1999), Carlos Andrés Pérez (1979-1989, 1994-1996), Luis Herrera Campins (1984-1999) et Jaime Lusinchi (1989-1999). Le Sénat fut aboli par la Constitution de 1999.

### Afrique

#### Burundi
Depuis l'accord d'Arusha, et jusqu'en 2018, les anciens présidents burundais étaient de plein droit sénateurs à vie.

#### Congo-Kinshasa
La république démocratique du Congo fait de ses anciens président des sénateurs à vie. Joseph Kabila sénateur à vie depuis 2019, est le premier d'entre eux sous l'actuelle constitution; de même, la Constitution de 1964 stipulait que les anciens présidents devenaient de plein droit sénateurs à vie, ce dont Joseph Kasa-Vubu bénéficia,.

### Europe

#### France
En France, sous la Troisième République, le Sénat était composé de 300 membres, dont 75 étaient inamovibles. Ce statut, introduit en 1875, fut supprimé pour les nouveaux sénateurs en 1884, mais maintenu pour ceux siégeant déjà. Émile de Marcère, le dernier sénateur inamovible, mourut en 1918. Au total, il y eut 116 sénateurs à vie français.

#### Italie
En Italie, la charge de sénateur à vie est une charge à laquelle accèdent (au Sénat de la République) de droit, sauf s’ils y renoncent, les anciens présidents de la République (art. 59, alinéa 1 de la constitution de la République italienne) et jusqu'à cinq citoyens nommés par le président de la République pour avoir « honoré la Patrie par leur mérites éminents dans les domaines social, scientifique, artistique et littéraire » (art. 59, alinéa 2 const.).